# Tržište električne energije
Tržište električne energije organizirano je tržište električne energije koje funkcionira slično kao burza vrijednosnih papira.
Električna energija, iz ekonomskog gledišta je roba kojom se može trgovati kao i svakom drugom. U trgovini postoji zakon ponude i potražnje, iako se električna energija izdvaja kao posebna vrsta trgovinske robe, odnosno energenta, koja se većinski odvija na dvije razine, između državnih tvrtki specijaliziranih za nabavu i distribuciju energije unutar države te izvozom viška električne energije u druge države.

## Svojstva
Na tom je tržištu obračunska jedinica u elektroenergentskim sustavima efektivna vrijednost snage mjerena u intervalima od 5, 15 ili 60 minuta. Potražnja električne energije mjeri se u dva tipa: snaga i energija. Snaga je izmjerena neto-električna brzina prijenosa u bilo kojem trenutku i mjeri se u megavatima (MW). Energija je struja koja teče kroz mjernu točku u određenom razdoblju, a mjeri se u megavat satima (MWh). Struju je po svojoj prirodi teško pohraniti i mora uvijek biti dostupna na zahtjev potrošača. Nije je moguće ‘uskladištiti’ te racionalno podijeliti između potrošača. 
Zbog toga ponuda i potražnja stalno variraju, shodno tome potrebno je imati operatora transportnog sustava električne energije koji će koordinirati isporuku energije i regulirati razlike između ponude i potražnje, tj. optimizirati proces proizvodnje i isporuke električne energije.

## Tržište
Na liberaliziranom tržištu električne energije, sudionici mogu djelovati na različite načine. Tradicionalno se može trgovati električnom energijom bilateralno na over-the-counter (OTC) tržištu, gdje se još uvijek obavlja većina transakcija. 
Kao alternativa u nekim su zemljama osnovana organizirana tržišta, odnosno razmjene. Razmjene električne energije uobičajeno se ugovaraju najmanje dan unaprijed, a operativni plan razvijen je od strane operatora sustava. Zbog nezaobilaznih razlika ponuda-potražnja operatori nude razmjene struje unutar dana dogovora, dakle ugovori se zaključuju svega par sati prije same fizičke isporuke električne energije. Kada tvrtka želi sudjelovati na tržištu bilo prodajom električne energije ili stvaranjem prihoda po kupnji električne energije mora odrediti po kojim će cijenama prodati ili kupiti električnu energiju.
Određena cijena sigurno će ovisiti o strukturi operativne jedinice. Cijena koju će operator željeli zaprimiti za prodaju električne energije, kada on/ona želi napraviti profit, ovisi o promjenjivim troškovima proizvodnje (npr. troškovi goriva), i na start-up troškovima različitih turbina. To je isplativo za njega/nju za pokretanje jedinice ako će cijena na licu mjesta na tržištu biti veća od njegovog troška proizvodnje.

## Način trgovanja
Europske burze obično daju ponudu na temelju trgovanja na ugovore za isporuku energije tijekom određenog sata sljedećeg dana (tržište u V. Britaniji je iznimka tih pravila). Uobičajeni trgovinski sustav je dnevna dvostrana dražba koja se odvija svakog sata kako bi transakcija bila jednaka za neku cijenu u neko određeno vrijeme.
Sudionici podnošenjem ponuda, određuju koliko su spremni prodati ili kupiti i po kojim cijenama. Ponekad moguću cijenu određuje gornja granica (npr. EEX aukcije po satu, Powernext). Još jedna posebna značajka koje treba biti svjestan su promjenjivih granica cijena u svrhu postizanja stalnosti cijena.
Obično sudionici mogu dodati svoje ponude nekoliko uvjeta zaključenja aukcije, i oni mogu ponuditi ili zatražiti istu količinu snage za neki broj uzastopnih sati pod nazivom blok ponude.